# Хурмулинське сільське поселення
Хурмули́нське сільське поселення (рос. Хурмулинское сельское поселение) — сільське поселення у складі Солнечного району Хабаровського краю Росії.
Адміністративний центр — селище Хурмулі.

## Населення
Населення сільського поселення становить 2284 особи (2019; 3058 у 2010, 3597 у 2002).

## Склад
До складу сільського поселення входять:
| Населений пункт                | Населення, осіб (2002) | Населення, осіб (2010) |
| ------------------------------ | ---------------------- | ---------------------- |
| Домостроїтельний Завод, селище | 566                    | 503                    |
| Ліан, селище                   | 808                    | 603                    |
| Маврінськ, село                | 13                     | 2                      |
| Хурмулі, селище                | 2210                   | 1950                   |